# Споменик и костурница у порти Саборне цркве у Шапцу
Споменик у порти Саборне цркве у Шапцу је монуметални споменик Српском војнику, посвећен изгинулим шапчанима у Првом светском рату 1914—1918. Споменик је свечано открио краљ Александар I Карађорђевић, а осветио га  Патријарх српски Варнава 3. јуна 1934. године, у присуству бана Дринске бановине.
Аустроугарски војници 44. пука су позатварали преостало становништво у веће кафане и болницу, а највећи број у порушену шабачку цркву. Таоци у цркви су три дана и три ноћи мучени, без воде и хране, потом су стрељани. После рата, у масовној гробници иза шабачке цркве, ексхумирано је 157 тела. Сахрањени су у заједничку гробницу у црквеном дворишту, на месту некадашње зграде основне школе.
Изнад хумке је 1934. године подигнут споменик, аутора Франа Менгела Динчића из Котора. Камен-мермер за споменик довучен је са Венчаца. Висина споменика је око осам метара, на врху је бронзана статуа српског војника-победника, на предњој страни споменика урезан је натпис: Жртвама у ратовима 1912 – 1918, Захвално потомство, 19. августа 1933. Шабац.